# پرپاخروس دم‌سفید
پرپاخروس دم‌سفید یا باقرقره پرپای دم‌سفید (نام علمی: Lagopus leucura) نام یک گونه از سرده پرپاخروس‌ها است.